# Zmierzch i Jutrzenka
Zmierzch i Jutrzenka (Nagrobek Medyceuszy), jest to nagrobek Lorenza II di Piero de’ Medici, księcia Urbino, wykonany przez Michała Anioła. Powstawał w latach 1524–1531. Znajduje się w Kaplicy Medyceuszy przy bazylice San Lorenzo we Florencji.
Lorenzo II di Piero de’ Medici przedstawiony został w momencie zamyślenia, lewą dłonią podpierający głowę. Postawa ta miała uosabiać neoplatoński symbol życia kontemplacyjnego.
Poniżej znajdują się dwa posągi: Zmierzch i Jutrzenka (Poranek). Pierwszy nawiązuje od strony formalnej do bóstw rzecznych z łuku triumfalnego Septymiusza Sewera w Rzymie, drugi to symbol światła rozpraszającego ciemności.